# Битка у Јаванском мору
Битка у Јаванском мору је била поморска битка на пацифичком фронту Другог светског рата. Савезничке морнарице су претрпеле тежак пораз од Јапанске царске морнарице 27. фебруара 1942. и у секундарним акцијама током наредних дана. Заповедник савезничке ударне групе, холандски контраадмирал Карел Дорман је погинуо. Последице битке су биле неколико мањих акција око Јаве, укључујући малу, али такође значајну битку у заливу Сунда. Ови порази су довели до јапанске окупације целе Холандске источне Индије.
У то време битка је била највећи окршај бродова још од битке код Јиланда из 1916.

## Ситуација пред битку
Брзо надирање јапанских оружаних снага према Холандској источној Индији дало је повода Савезницима да у великој брзини покушају да организују један јачи флотни састав у овом подручју. Ескадра је била састављена од бродова које су издвојиле разне савезничке морнарице. Сачињавале су је холандске лаке крстарице „Де Ројтер“, и „Јава“, британска тешка крстарица „Ексетер“, аустралијска лака крстарица „Перт“, америчка тешка крстарица „Хјустон“ и 10 холандских, британских и америчких разарача ( британски „Електра“, „Јупитер“ и „Инкант“, холандски „Кортенер“ и „Вит де Вит“ и стари амерички разарачи „Алден“, „Џон Д. Едвардс“, „Џон Д. Форд“ и „Пол Џонс“). Команда над овим изузетно мешовитим саставом била је поверена холандском контраадмиралу Карелу Ф. Дорману.
Ова ескадра је испловила из луке Сурабаја на Јави 26. фебруара 1942. године у 22 часа са задатком да нападне један јапански десантни конвој у Јаванском мору који се састојао од 30 транспортних бродова у пратњи две крстарице и четири разарача. Потрага за овим конвојем остала је без успеха. Контраадмирал Дорман добио је успут наређење да нападне један други јапански конвој који је био очекиван из Макасарског пролаза, упркос том што су посаде његове ескадре биле на борбеним местима непрекидно већ пуних 37 часова.
Савезничка ескадра је пловила тако да у крстарице биле у формацији бразде, док су разарачи правили заштитну завесу и то два истурена напред, по два са сваке стране и четири позади. 27. фебруара 1942. године у 15:47 часова дошло је до сусрета са јапанском ескадром која је бројала две тешке крстарице, две лаке крстарице и 14 разарача. Јапанске крстарице такође су пловиле у формацији бразде. Јапанске крстарице Хагуро, Џинцу и Начи, заједно са разарачима Иназума, Јукиказе, Токицуказе, Амацуказе, Хацуказе, Ушио, Сазанами, Јамаказе, и Каваказе уводе у битку савезничку ударну групу.

## Прва фаза битке
На удаљености од око 18.000 метара тешке крстарице „Хјустон“ и „Ексетер“ прве су отвориле ватру усмеривши је према јапанским тешким крстарицама. њихово гађање је било веома тачно и први плотуни падали су око циљева са појединачним погоцима. Аустралијска лака крстарица „Перт“ гађала је један јапански разарач а „Де Ројтер“ једну лаку крстарицу.
Јапанци су жестоко одговорили, а у 17:00 часова јапански заповедник је послао својих осам разарача у торпедни јуриш под заштитом димне завесе. „Јупитер“ и „Електра“ појурили су им храбро у сусрет ушавши у димну завесу из које није више узашао „Електра“ кога је потопио јапански разарач „Асагумо“. Аустралијска лака крстарица „Перт“ и „Јава“ пренеле су своју ватру на јапанске разараче у торпедном јуришу.
У 17:15 часова јапанска тешка крстарица постиже погодак у машински простор „Ексетера“, што је узроковало нагли застој једне машине због прекида главног цевовода довода паре и нагли окрет ове тешке крстарице за 90 степени. То је изазвало огромну збрку у савезничкој ескадри. Разарачи су одмах појурили да заштите оштећеног „Ексетера“ од торпедног јуриша. Тада јапанска лака крстарица „Нака“ и њен ескадрон разарача; Асагумо, Минегумо, Мурасаме, Харуказе, Самидаре и Јудачи су лансирали 43 торпеда дугог домета на Савезнике са даљине од скоро 16.250 јарди. „Кортенер“ свесно прима торпедну салву намењену крстарици која га је дословно преполовила и он је веома брзо потонуо. У општем метежу су била потопљена и два јапанска разарача. У 17:25 часова јапанска лака крстарица „Нака“ и „Ћинцу“ лансирају по осам торпеда, док разарачи лансирају укупно 56 торпеда, али ниједно није погодило циљ. Јупитер наишао је на холандску мину и потонуо.
тешка крстарица „Ексетер“ добила је наређење да заплови према Сурабаји ради оправке. Као пратња добила је два разарача - бритаснки разарач „Енкаунтер“ и амерички разарач „Поуп“. Под заштитом димне завесе савезничка ескадра се повукла, а Јапанци је нису даље прогонили.

## Друга фаза и крај битке
Неколико часова касније дошло је до сукоба лаких крстарица „Де Ројтер“, и „Јава“ са две јапанске крстарице. Обе холандске лаке крстрице биле су потопљене за кратко време торпедним погоцима. Остали део савезничке ескадре пловио је према Ђилађапу, где је било планирано да бродови попуне своје залихе и поправе оштећења.
У ноћи између 28. и 1. марта, када је савезнички састав пролазио кроз мореуз Сунда известио их је један амерички извиђачки авион о појави јаких јапанских снага у Индијском океану на око 300 km југозападно од Ђилађапа у вожњи према Јави.
Нешто касније овај савезнички састав је био пресретнут од стране јапаснких ксрстарица „Начи“, „Хагуро“, „Мјоко“ и „Ашигара“ и разарача „Акебоно“, „Иназума“, „Јамаказе“ и „Каваказе“. У овом новонасталом сукобу торпедима биле погођене и потопљене лаке крстарице „Јава“ и „Де Ројтер“.
Британска тешка крстарица „Ексетер“ убрзо је била тешко оштећена прецизним јапанским плотунима, а један погодак је изазвао потпун нестанак струје на броду. Убрзо је брод почео да тоне нагињући се на леву страну, када су га погодила два торпеда са јапанског разарача „Иназума“ у десну страну, што је узроковало успињање брода и лагано превртање ка на десном боку пре него што је нешто пре поноћи потонуо. Оба његова разарача из пратње су била потопљена ~ британски „Енкаунтер“ заједно са тешком крстарицом док је амерички „Поуп“ потопњен неколико сати касније у ваздушном нападу.
Око 800 савезничких чланова посаде, укључујући и заповедника „Ексетера“, капетана Оливера Гордона било је спашено од стране Јапанске царске морнарице који су постали ратни заробљеници. 153 члана посаде „Ексетера“ је умрло током заробљеништва, а још тројца су преминула након ослобођења због лошег јапанског третмана према заробљеницима.

## Последице битке
До краја 1. марта били су уништени сви савезнички бродови осим четири стара америчка разарача Алден, Џон Д. Едвардс, Џон Д. Форд и Пол Џонс таком да више није било озбиљнијих снага које би се супротставиле надирању јапанске флоте према југоисточној Азији.